# Rakov (Markvartice)
Rakov je malá vesnice, část obce Markvartice v okrese Jičín. Nachází se asi 1,5 km na východ od Markvartic. Severně od Rakova se zvedá návrší Čakan (398 m).
V roce 2009 zde bylo evidováno 40 adres. V roce 2001 zde trvale žilo 63 obyvatel.
Rakov leží v katastrálním území Rakov u Markvartic o rozloze 3,99 km2. V katastrálním území Rakov u Markvartic leží i Leština.

## Historie
První písemná zmínka o vsi se datuje do roku 1337. Z ní vyplývá, že Rakov byl založen kolem hospodářského sídla, které vlastnil zeman Dobeš z Rakova. Místní vladyky vystřídali na sklonku 14. století páni z Valečova. Mezi roky 1418 a 1419 patřilo místo Hníkovi z Chlumu, který jej odprodal Zajícům z Haznburka a Rakov se tak stal součástí kosteckého panství. Od roku 1615 zde sídlil Vilém z Vinoře. Koncem třicetileté války se zde usadil další rytířský rod. Od kosteckého duchovního a písaře Tobiáše Rovenského z Turnova tu roku 1640 koupil grunt Hans Hendrych Šultys. Roku 1661 prodal Julius Kryštof z Vinoře svůj statek výběrčímu posudného z Mladé Boleslavi Davidu Munzarovi. O pět let později jeho grunt lehl popelem. Roku 1670 Heřman Černín koupil ruiny a přičlenil pozemky ke Kosti. O rok později mu odprodali grunt i Šultysové a tím byl v Rakově vytvořen nový panský dvůr. V této podobě zůstal až do zániku kosteckého panství.

## Pamětihodnosti

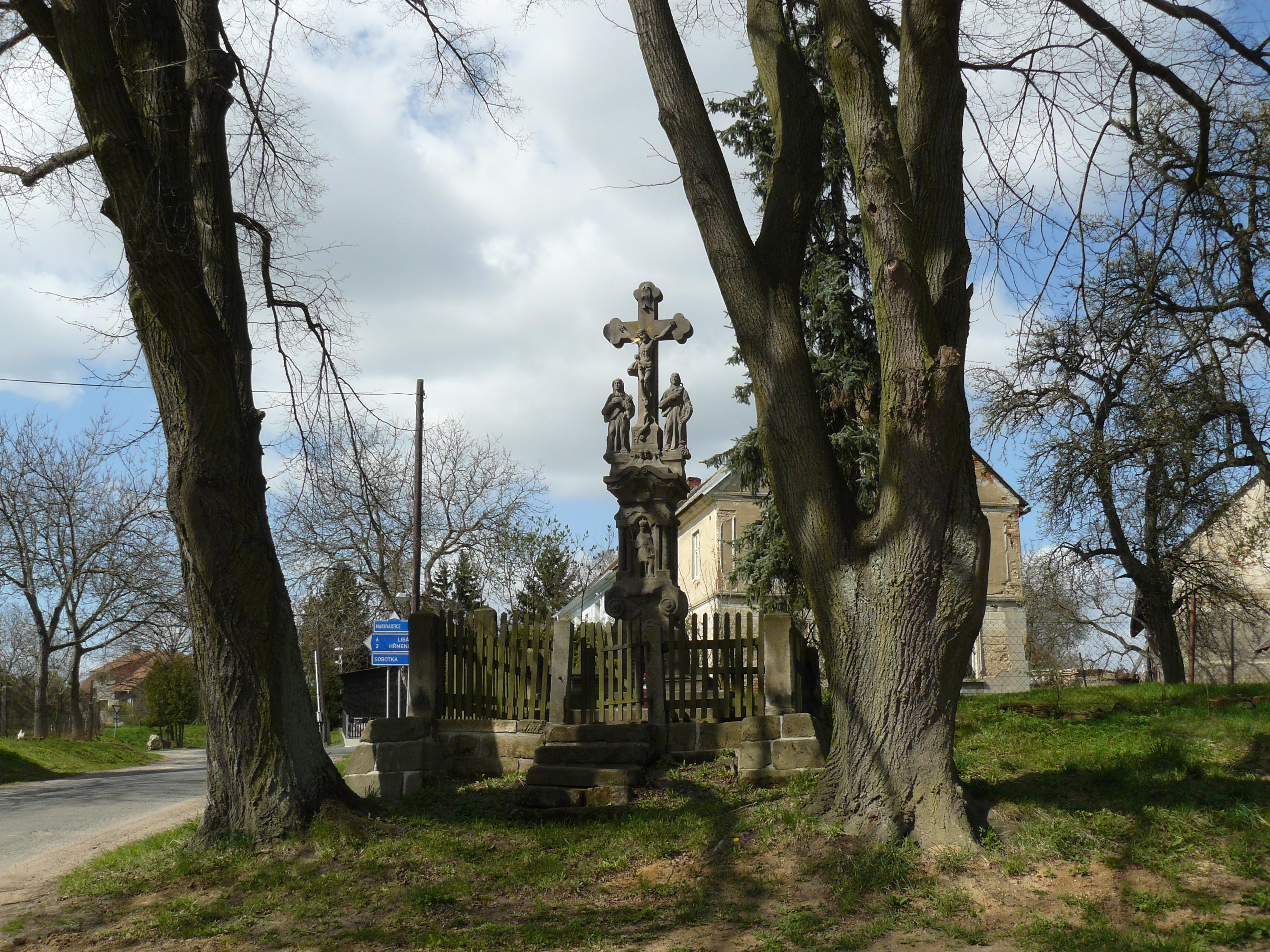
Kalvarie v Rakově

- Pískovcová Kalvarie – Roku 1804 ji vyrobil kameník Jan Zeman z Žernova. Stojí mezi dvěma vzrostlými lipami.[6]
- Zaniklá tvrz Okrouhlý – Dvojice dnes již velmi plochých pahorků se nachází jižně od silnice do Batína v bývalých bažinatých loukách. Lépe patrný je severovýchodní pahorek o průměru asi 20 kroků, severovýchodně od něj je i náznak příkopu. Za husitských válek zde sídlili místní vladykové. Menší panské sídlo stávalo severně od silnice k Leštině nedaleko současného vodojemu.[6][7]

## Okolí
Na jižním okraji vesnice u silnice do osady Leština se nalézá Rakovský rybník.